# Kozák András
Kozák András (Vencsellő, 1943. február 23. – Budapest, 2005. február 24.) Kossuth- és kétszeres Jászai Mari-díjas magyar színész, művészeti vezető, érdemes és kiváló művész. Drahota Andrea Jászai Mari-díjas színművész férje és Madaras József Kossuth-díjas színész, rendező apósa volt.

## Életpályája
A Színház- és Filmművészeti Főiskolát 1965-ben fejezte be. Előbb a szolnoki Szigligeti Színház, majd 1966 és 1991 között a Thália Színház, illetve az Arizona Színház művésze volt. 1991 és 2001 között az akkori Nemzeti Színházban (a jelenlegi Pesti Magyar Színházban) játszott. Ezt követően 2003-ig a székesfehérvári Vörösmarty Színház tagja és művészeti vezetője volt. Itt nemcsak játszott, hanem több darabot rendezett is.
Mind színházi alakításai, mind filmszerepei közül jó néhány emlékezetes marad. Életének utolsó napjait kórházban töltötte, agydaganata volt. 2005-ben 62. születésnapját csak néhány órával élte túl. Sírja a Farkasréti temetőben található.

## Családja
Felesége Drahota Andrea színésznő volt.

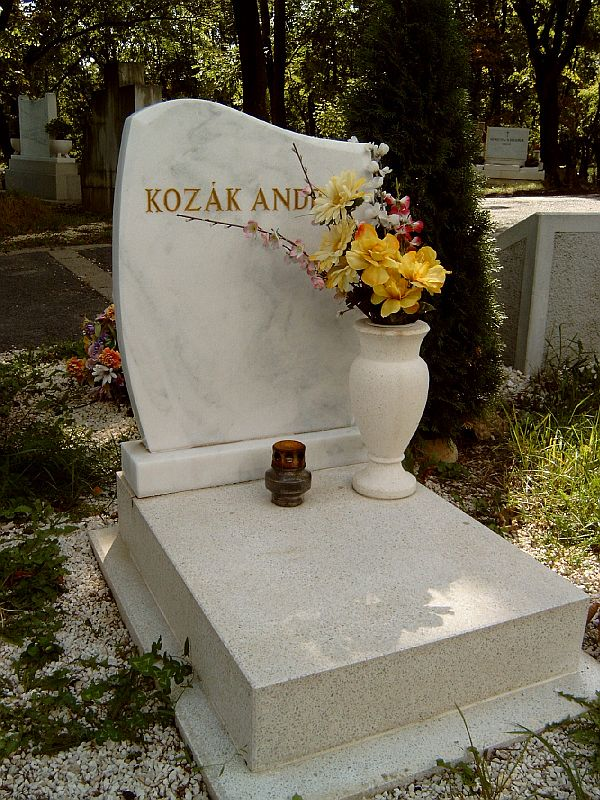
Sírja a budapesti Farkasréti temetőben (939/2-1-101).

 Gyermekei: Ágnes, aki színésznőként végzett a Színház- és Filmművészeti Főiskolán 1989-ben és Madaras Józsefhez ment feleségül, valamint Dénes, aki informatikus lett.

## Színházi szerepeiből
- Páris herceg (Shakespeare: Rómeó és Júlia)
- A holdbéli csónakos (Weöres Sándor)
- Balázs (Móricz Zsigmond: Nem élhetek muzsikaszó nélkül)
- Claudius (Shakespeare: Hamlet, dán királyfi)
- Tevje (Hegedűs a háztetőn)
- Pyle (Graham Greene: A csendes amerikai)
- Mester (Bulgakov: A Mester és Margarita)
- Kopjáss István (Móricz: Rokonok)
- Lőrinc barát (Rómeó és Júlia)
- Albert herceg (Molnár Ferenc: A hattyú)
- Fejedelem (Vörösmarty Mihály: Csongor és Tünde)

## Színházi rendezései
- Olympia, (díszlettervező is)
- Tokaji aszú
- Sirály
- Különös éjszaka
- Lóvátett lovagok
- Csárdáskirálynő
- A kőszívű ember fiai

## Filmjei

### Játékfilmek
- Pesti háztetők (1961)
- Sodrásban (1963)
- Így jöttem (1964)
- Szegénylegények (1966)
- Apa – Egy hit naplója (1966)
- Tízezer nap (1967)
- Csillagosok, katonák (1967)
- Csend és kiáltás (1967)
- Fényes szelek (1968)
- Mérsékelt égöv (1970)
- Égi bárány (1970)
- Arc (1970)
- Agitátorok (1971)
- Bekötött szemmel (1974)
- A járvány (1975)
- Déryné, hol van? (1975)
- A mérkőzés (1980)
- Szörnyek évadja (1987)
- Soha, sehol, senkinek (1988)
- Jézus Krisztus horoszkópja (1988)
- Kék Duna keringő (1991)
- Isten hátrafelé megy (1991)
- Blue Box (1992)

### Tévéfilmek
- Ezer év (1963)
- Villon (1965)
- Sárga rózsa (1968)
- Eltávozott nap (1968)
- Tigris és hiéna (1968)
- Az ember tragédiája (1969)
- Valaki a sötétből (1969)
- Pillangó (1971)
- Ászja (1971)
- Öt férfi komoly szándékkal (1971)
- A Müller család halála (1972)
- A lámpás (1972)
- Az ember melegségre vágyik (1972)
- Giordano Bruno megkísértése (1973)
- A fekete Mercedes utasai (1973)
- És mégis mozog a föld 1–3. (1973)
- Bolond és szörnyeteg (1973)
- III. Richard (1973)
- Tigrisugrás (1974)
- Az ezeregyéjszaka meséi (1974)
- III. Béla (1974)
- Oszlopos Simeon (1976)
- Sophokles: Oedipus király (1977)
- Meztelenül (1977)
- Ady novellák (1977)
- A Zebegényiek (1978)
- Idegenek (1979)
- Cseresznyéskert (1979)
- Gulliver az óriások országában (1980)
- A hosszú előszoba (1980)
- Apród voltam Mátyás udvarában (Mátyás király) (1981)
- A Klapka légió (1983)
- Torquato Tasso (1984)
- Linda (1984)
- Tizenötezer pengő jutalom (1985)
- A falu jegyzője 1–6. (1986)
- A fekete kolostor (1987)
- A miniszter (1988)
- Az angol királynő (1988)
- Birtokos eset (1989)
- A megközelíthetetlen (1989)
- Halállista (1989)
- Szonatina egy páváért (1990)
- Julianus barát 1–3. (1993)
- Szent Gellért legendája (1994)
- Kisváros (1993-2001)
- Ebéd (2004)

## Rádió
- Balogh László: Fekete tó, fekete ég (1967)
- Darvas József: Harangos kút (1967)
- Simonffy András: Két lány apát keres (1969)
- Gosztonyi János: A meghajszolt szelíd (1970)
- Ollier, Claude: Merénylet egyenes adásban (1970)
- Sobor Antal: Éjszaka hazamentek a katonák (1970)
- Szabó Pál: Őszi vetés (1970)
- Szakonyi Károly: Manilosz szerelme (1971)
- Darvas József: Elindult szeptemberben (1972)
- Stendhal: A besanconi vádlott (1972)
- Veres Péter: Rossz asszony (1972)
- Molière: Úrhatnám polgár (1973)
- Hubay Miklós: Tüzet viszek (1975)[4]
- Victor Birladeanu: Ház a lövészárkok között (1975)[5]
- Tertinszky Edit: A sokaság fia (1975)
- Giles Cooper: Őrség a hegyen (1976)
- Pedro Calderon de la Barca: Az élet álom (1977)
- Szergej Szártákov: Ragyogj csillag! (1977)
- Barabás Tibor: Rákóczi hadnagya (1983)
- Katajev, Valentyin: Gyöngyvirág (1984)
- Gyárfás Miklós: Becsületének oka ismeretlen (1985)
- Fazil Iszkander: A páncélszekrény titka (1986)
- Szabó István: Régi vasárnap (1986)[forrás?]
- Vampilov, Alekszandr: Húsz perc az angyallal (1986)
- Jákovosz Kambanélisz: Sok hűhó Rodoszért (1987)
- Mark Twain: Ádám és Éva (1988)
- Albert Zsuzsa: "S kinyíltak mind a fák" (1989)
- Mattyasovszky Jenő: Hód fogságban (1990)
- Edgar Allen Poe: Pár szó egy múmiával (1992)
- Alekszandr Szolzsenyicin: A tankok igazsága (1993)
- Örkény István: Fohász (1993)
- Fráter Zoltán: Az eldobott szerelem (1995) ( rendező)
- Mészöly Miklós: Karácsony (1995)
- Németh László: Az írás ördöge (1995)
- Balázs Béla: A csend (1998)
- Hubay Miklós: Búcsú a csodáktól (1998)
- John Ford: Kár, hogy kurva (1998)

## Díjai, elismerései
- Jászai Mari-díj (1971, 1978)
- Érdemes művész (1981)
- Kiváló művész (1990)
- Magyar Művészetért díj (1993)
- A Magyar Köztársasági Érdemrend tisztikeresztje (1993)
- Kossuth-díj (1996)

## Emlékezete
- Kozák András-stúdiószínpad a székesfehérvári Vörösmarty Színházban (2013)